# Carl Lundholm
Carl Olof Lundholm, född 2 augusti 1850 i Stockholm, död 8 maj 1934 i London, var en svensk sprängämnestekniker.
Carl Lundholm var son till hovkvartermästaren Olof Lundholm och bror till Oscar Lundholm. Han genomgick Teknologiska institutet 1866–1870. Som kemisk ingenjör hade han 1871–1878 flera anställningar, bland annat vid cellulosafabriker. På stipendium från Kommerskollegium studerade han 1878 knallkvicksilverfabrikation med mera i Frankrike, och samma år anställdes han hos Alfred Nobel. Han var ingenjör vid Nobels Explosives Co. Ltd. i Stevenston 1878–1879 och förste ingenjör vid bolagets fabrik i Westquarter 1879–1887, under vilken tid han genom Nobels bemedling studerade nitroglycerinhaltiga sprängämnen vid fabriker på Europeiska kontinenten. 1887–1889 tjänstgjorde han som förste ingenjör och 1889–1909 som disponent vid Ardeer Factory, Nobels sprängämnesfabrik vid Ardeer och 1909–1914 var han konsulterande ingenjör vid The Nobel Dynamite Trust Co. i London. 1914 tog han avsked med pension. Under sina sista år var han blind. Lundholm var en framstående kemist och tillsammans med Alarik Liedbeck den främste tekniske medhjälparen åt Nobel på sprängämnesfabrikationens område. Han tog ut patent på flera uppfinningar. Från 1890 var han brittisk medborgare. Till Svenska Teknologföreningen skänkte han 3.000 pund som en fond för äldre, behövande ingenjörer.